# Hugo Lindberg
Karl Hugo Lindberg, född 8 december 1887 i Eksjö, död 2 februari 1966, var en svensk brottmålsadvokat och politisk sakkunnig. Lindberg var från 1936 gift med nationalekonomen och statsrådet Karin Kock. Lindberg var svensk observatör vid Nürnbergrättegångarna 1945-46.

## Biografi
Efter studentexamen i Linköping 1907 blev Lindberg juris kandidat vid Lunds universitet 1921. Under 1920-talet etablerade sig Lindberg som advokat i Stockholm och blev känd som en av landets mest anlitade och skickligaste brottmålsadvokater. Han blev ledamot av Sveriges Advokatsamfund 1925, var styrelseledamot där 1937–44, ordförande för dess stockholmsavdelning 1939–50, och ledamot av dess nämnd 1945–61. Från 1937 var Ragnar Gottfarb biträdande jurist och delägare i Lindbergs advokatbyrå. Efter Lindbergs död 1966 övertogs denna av Gottfarb.
Lindberg var 1935–39 sakkunnig vid Justitiedepartementet när det gällde frågor om straff och fångvård, 1943 i Strafflagberedningen och 1955–57 ledamot av nämnda beredning. Från 1939 var han ledamot av styrelsen för Statens kriminaltekniska anstalt och 1945–46 observatör vid Nürnbergrättegångarna. Han var även ledamot av barnavårdskommittén 1950–58, styrelsen för Stockholms stads rättshjälpsanstalt 1940–60 och ordförande i anstaltsnämnden vid Anstalten Hall och Håga sjukhus 1946–59.
Lindberg var mycket aktiv som radikal debattör i frågor om brott och straff. Bland annat menade han att fängelser var farliga:
Det är ofta straffet, inte brottet, som ödelägger människans framtid. Fängelset är som jag sagt farligt och därför är den viktigaste samhällsuppgiften i kampen mot brottsligheten att endast i allra yttersta nödfall tillgripa fängelset som korrektionsmedel. En enda fängelsevistelse predestinerar för återfall.
1910 deltog Hugo Lindberg i grundandet av den syndikalistiska Sveriges arbetares centralorganisation, SAC, och författade då ett förslag till manifest som skulle skickas till Sveriges arbetare.